# Дженкинс (округ)
Дже́нкинс (англ. Jenkins County) — округ штата Джорджия, США. Население округа на 2000 год составляло 8575 человек. Административный центр округа — город Миллен.

## История
Округ Дженкинс основан в 1905 году.

## География
Округ занимает площадь 906.5 км2.

## Демография
Согласно Бюро переписи населения США, в округе Дженкинс в 2000 году проживало 8575 человек. Плотность населения составляла 9.5 человек на квадратный километр.